# Juśkowce
Juśkowce (ukr. Юськівці) – wieś na Ukrainie w rejonie krzemienieckim należącym do obwodu tarnopolskiego.
Znajduje tu się przystanek kolejowy Juśkowce, położony na linii Szepetówka – Tarnopol.
W okresie międzywojennym w miejscowości stacjonowała strażnica KOP „Juśkowce”.